# Quinta da Regaleira
Luigi Manini olasz építész főműve a rejtélyes, titokzatos, misztikus, nehezen érthető lisszaboni „kísértetkastély”, a Quinta da Regaleira.
Az elvarázsolt kastély építésének megbízója a dúsgazdag tulajdonos António Augusto Carvalho Monteiro volt.
Az olasz designer, építész és festőművész Manini 1879-ben érkezett Lisszabonba.
Sokszor cserélt a park gazdát, végül a tulajdonosa António Augusto Carvalho Monteirón brazíliai báró lett. A sokszoros milliomos báró ide vonult vissza. Megbízására Luigi Manini a neves olasz építész és díszlettervező itt valósította meg az elképesztő tervet. 1904-1910 között folytak a munkálatok, és így jött létre a csodálatos, eklektikus és felfoghatatlan épületegyüttes.
Az excentrikusan díszített palota és titokzatos kertjei, földalatti járatai, szökőkútjai, barlangjai és szobrai alig bejárhatók, mert minden út a titokzatos szimbólumokba vezet.
A parkban van egy kiterjedt rejtélyes barlangrendszer, ami átkelést biztosít földalatti termekhez, a kápolnához, a vízeséshez és a tóhoz, továbbá a torony alatti Léda-barlanghoz. A kútba 27 lépcsőfok vezet, és a lépcsőfokok úgy vannak kialakítva, hogy a Tarot misztikáját idézzék fel.
A palota építészeti értelemben román, gótikus, reneszánsz jellegzetességekeket egyaránt mutat, sőt szándékosan megmutat.

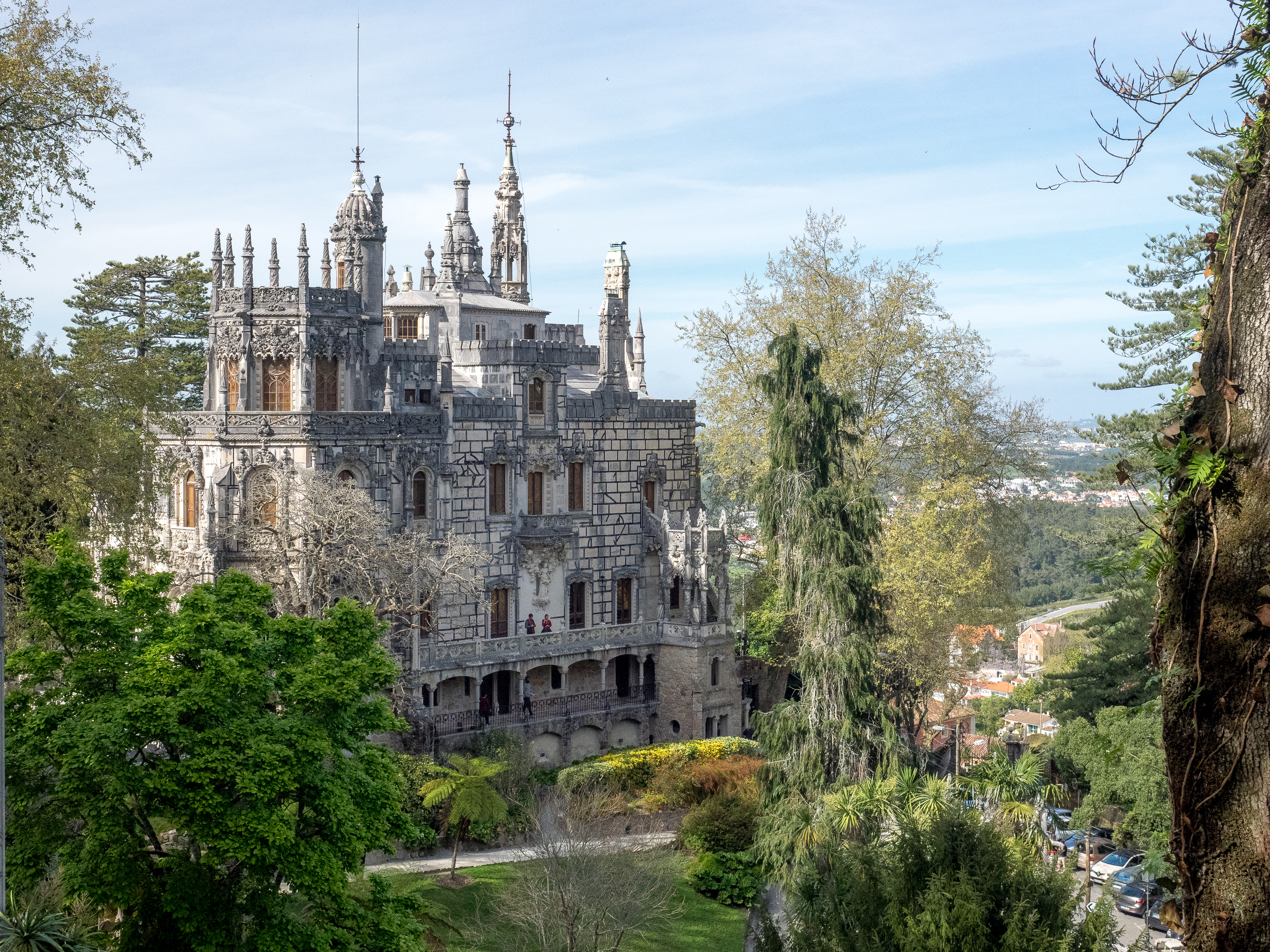
Quinta da Regaleira
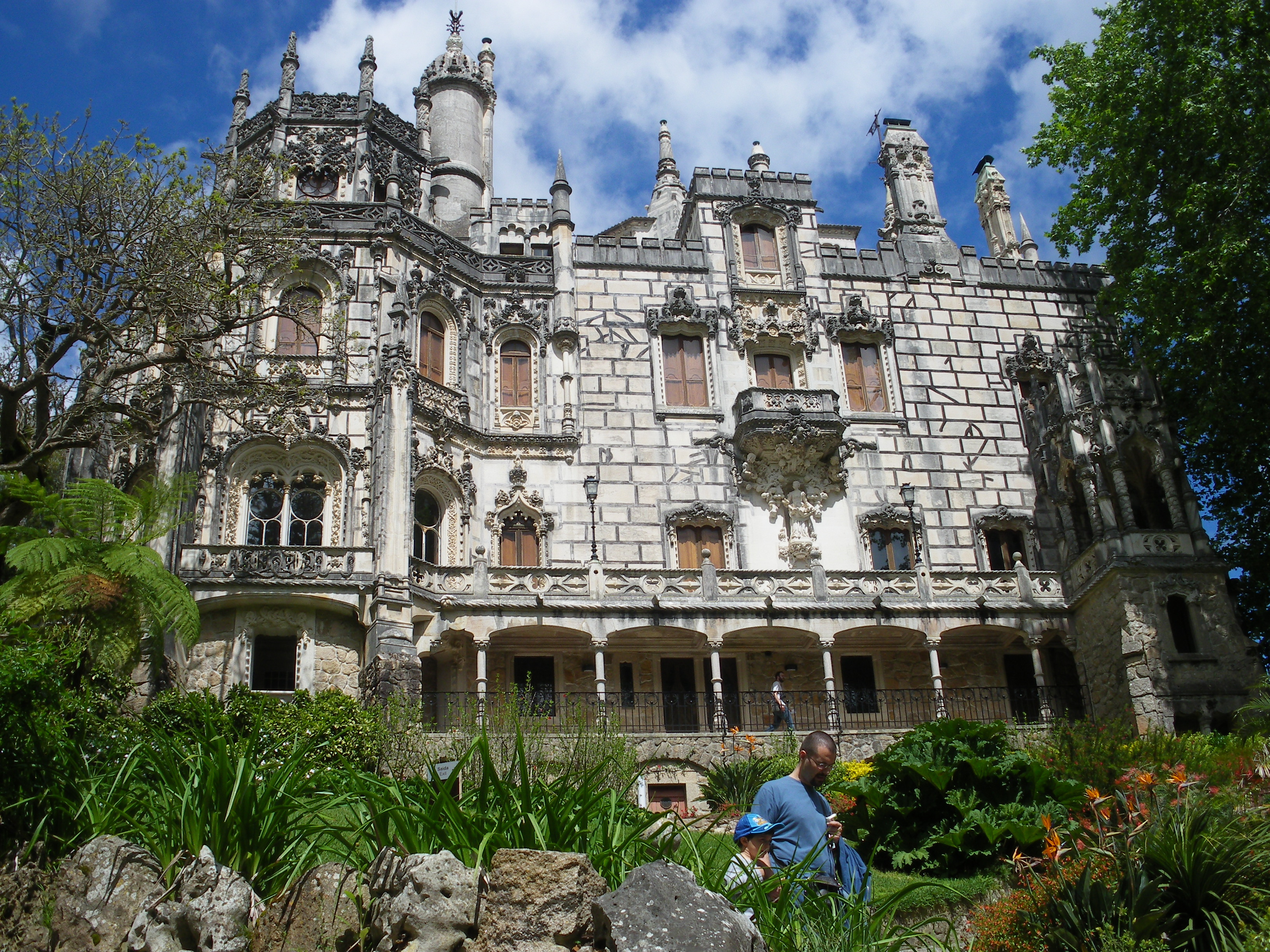
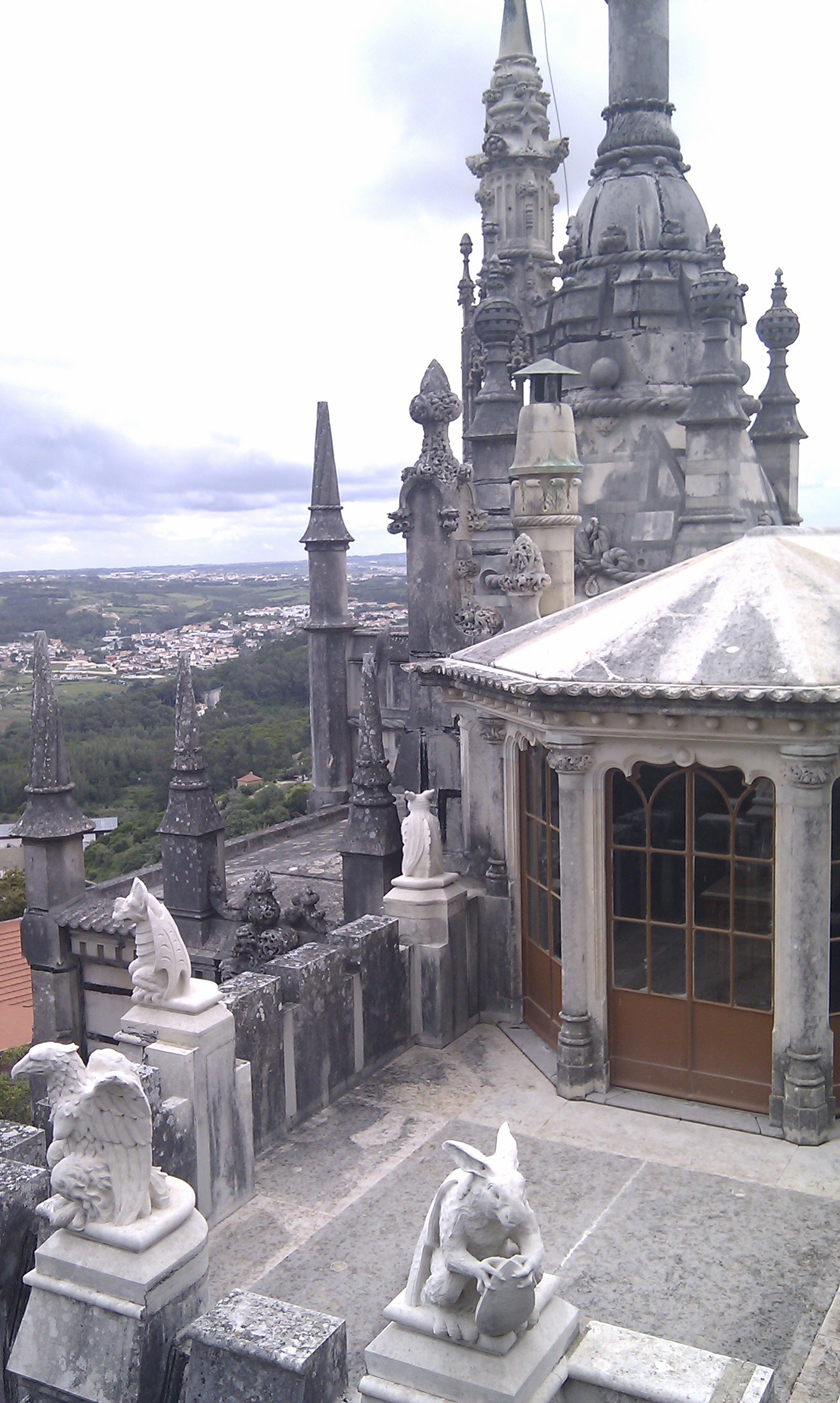
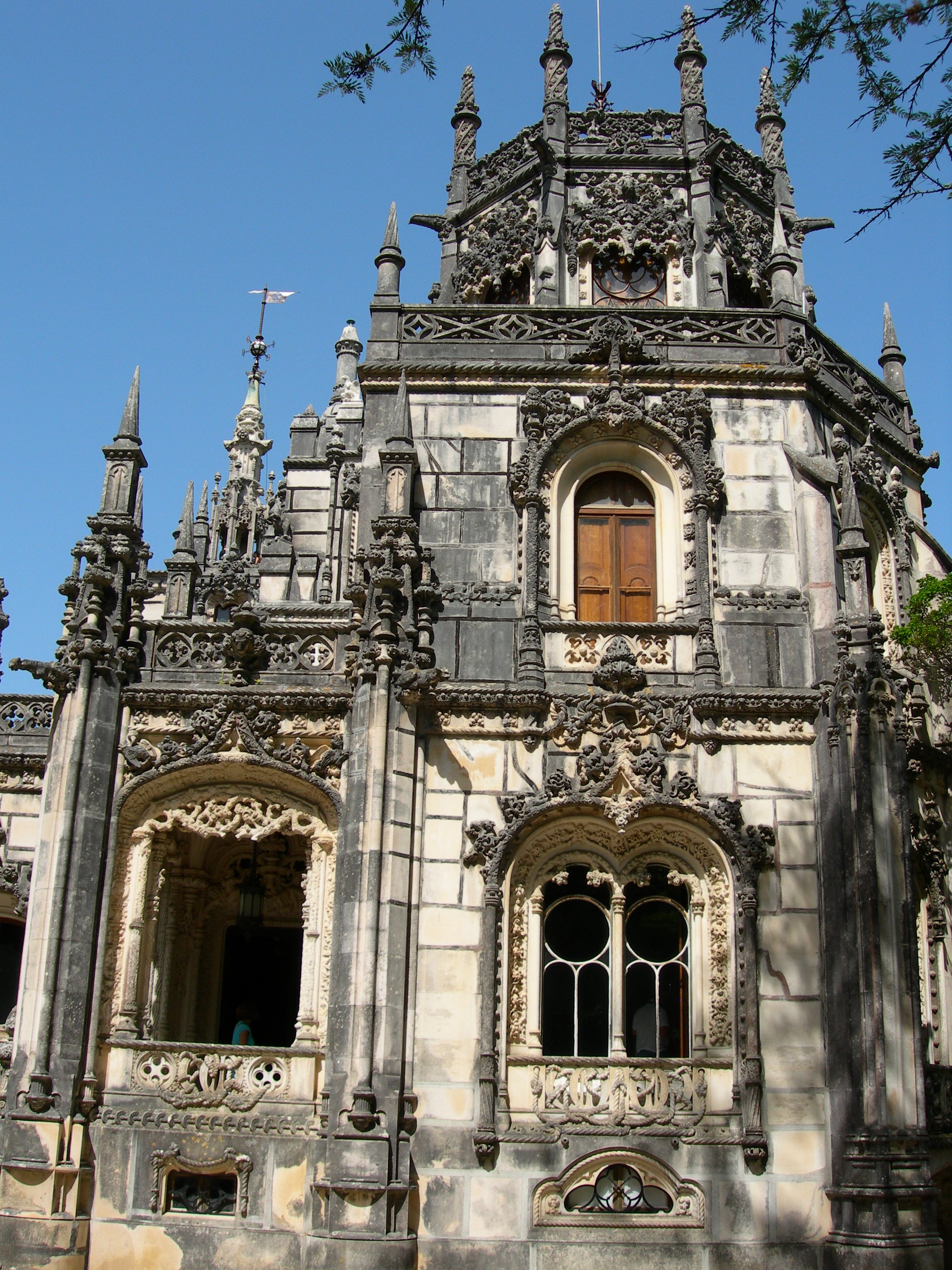
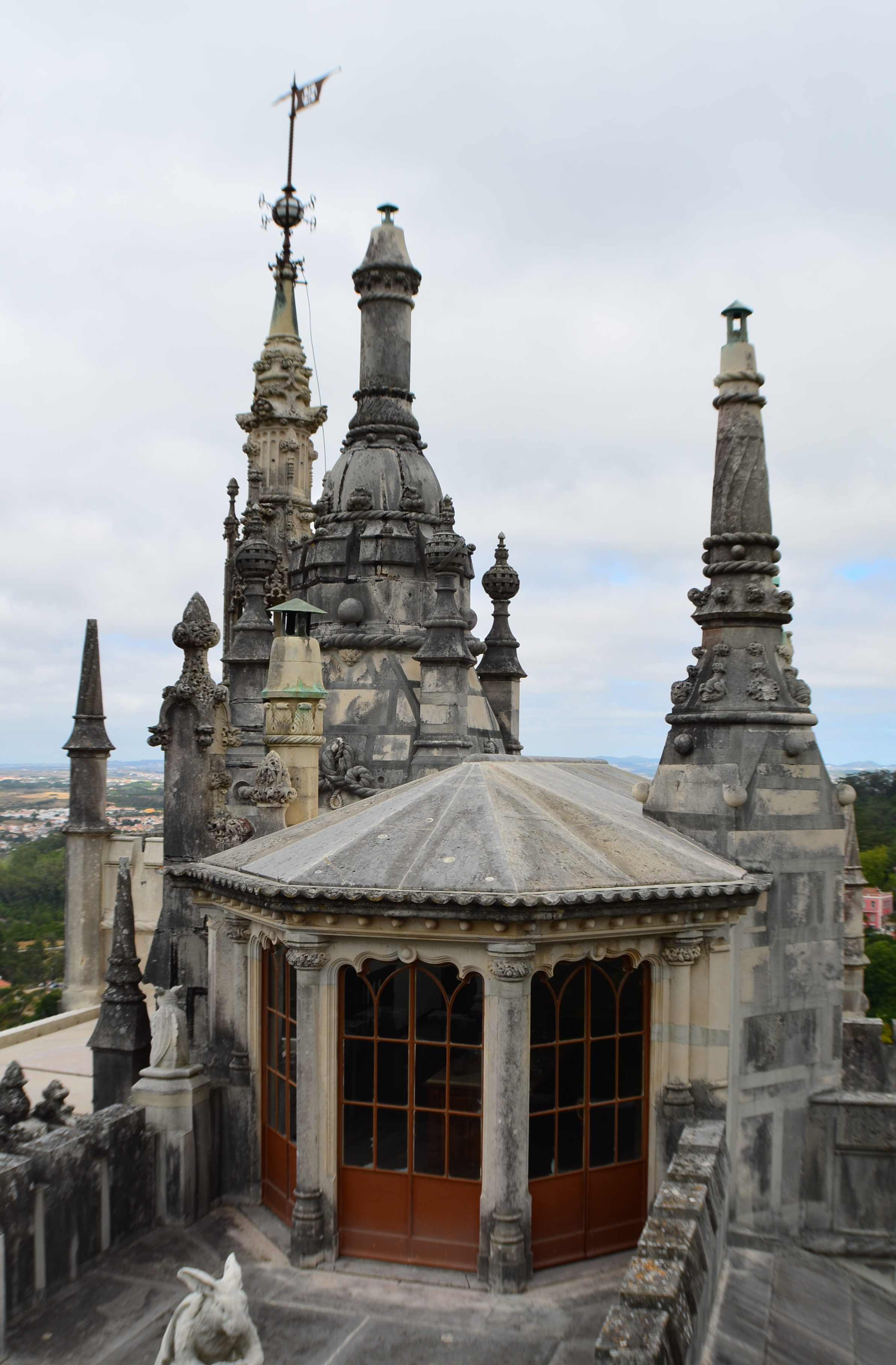
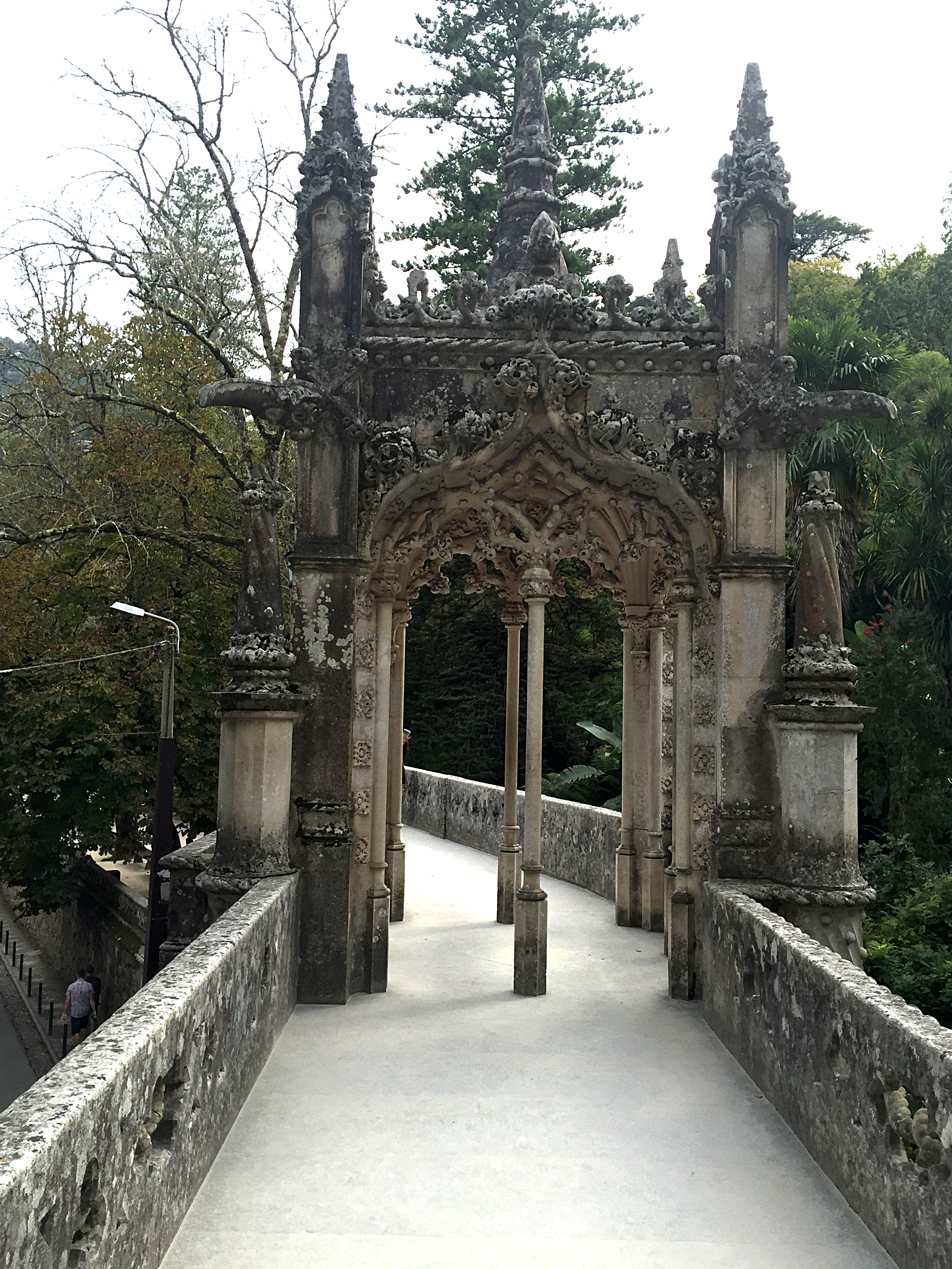
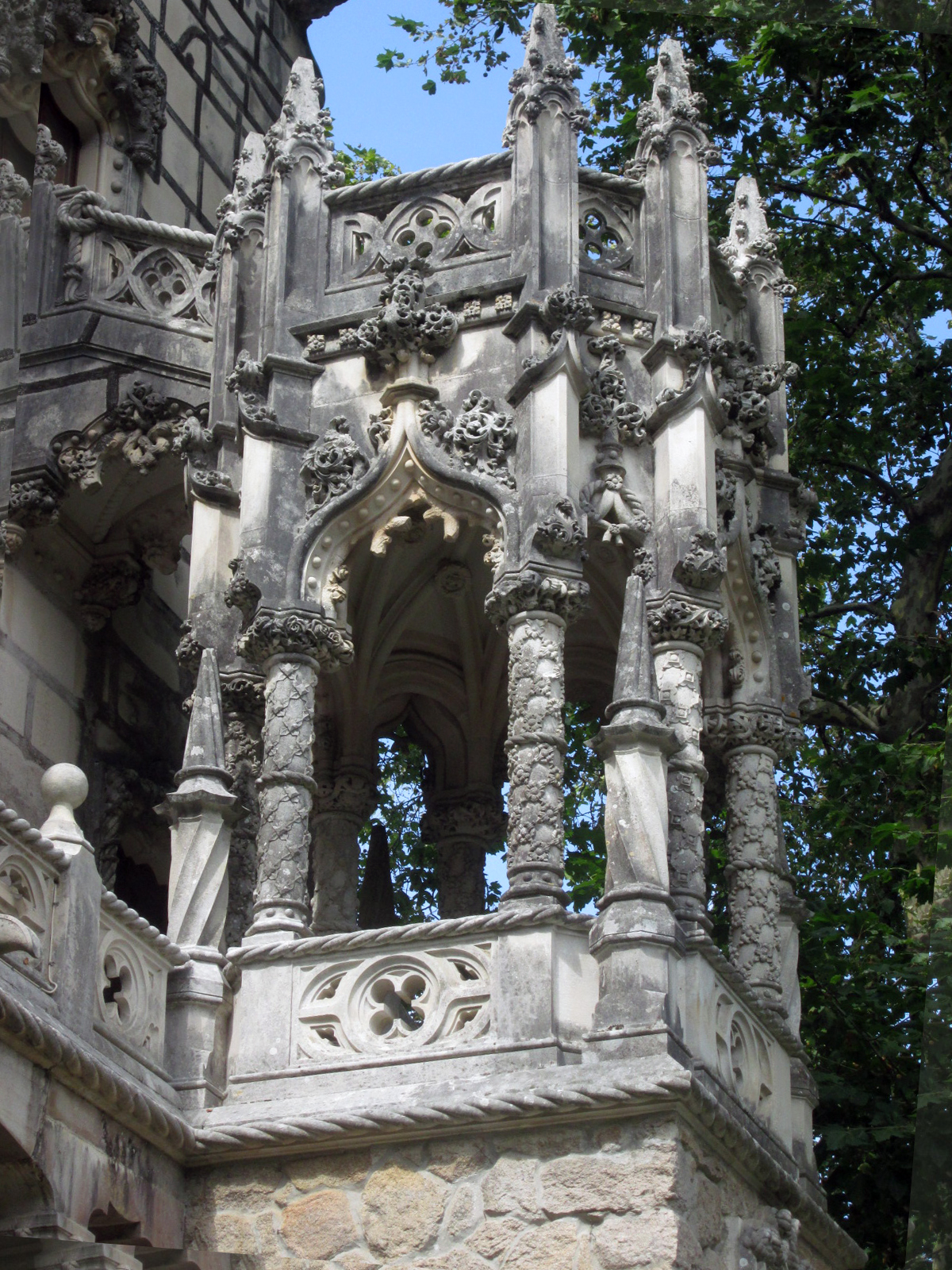
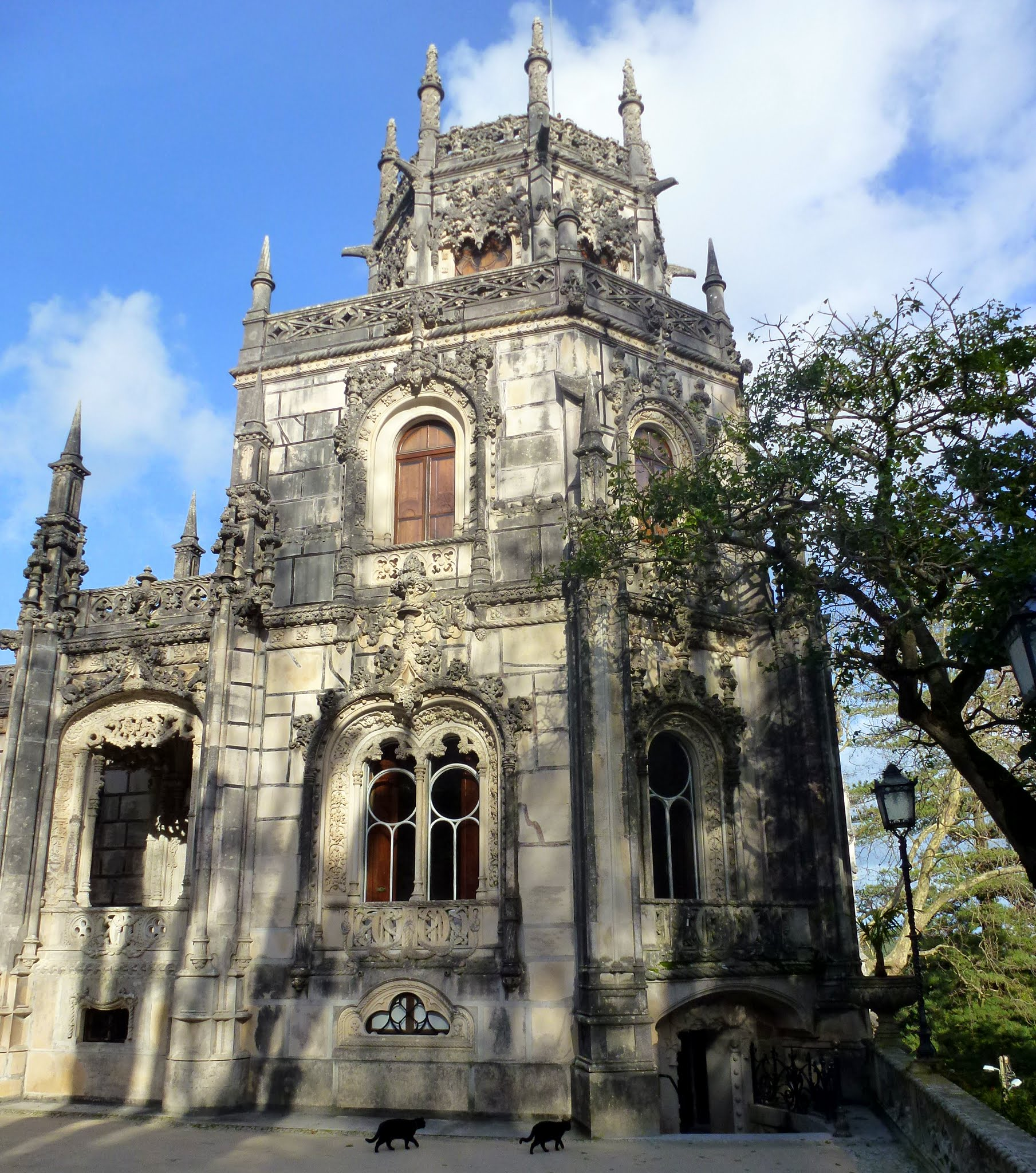
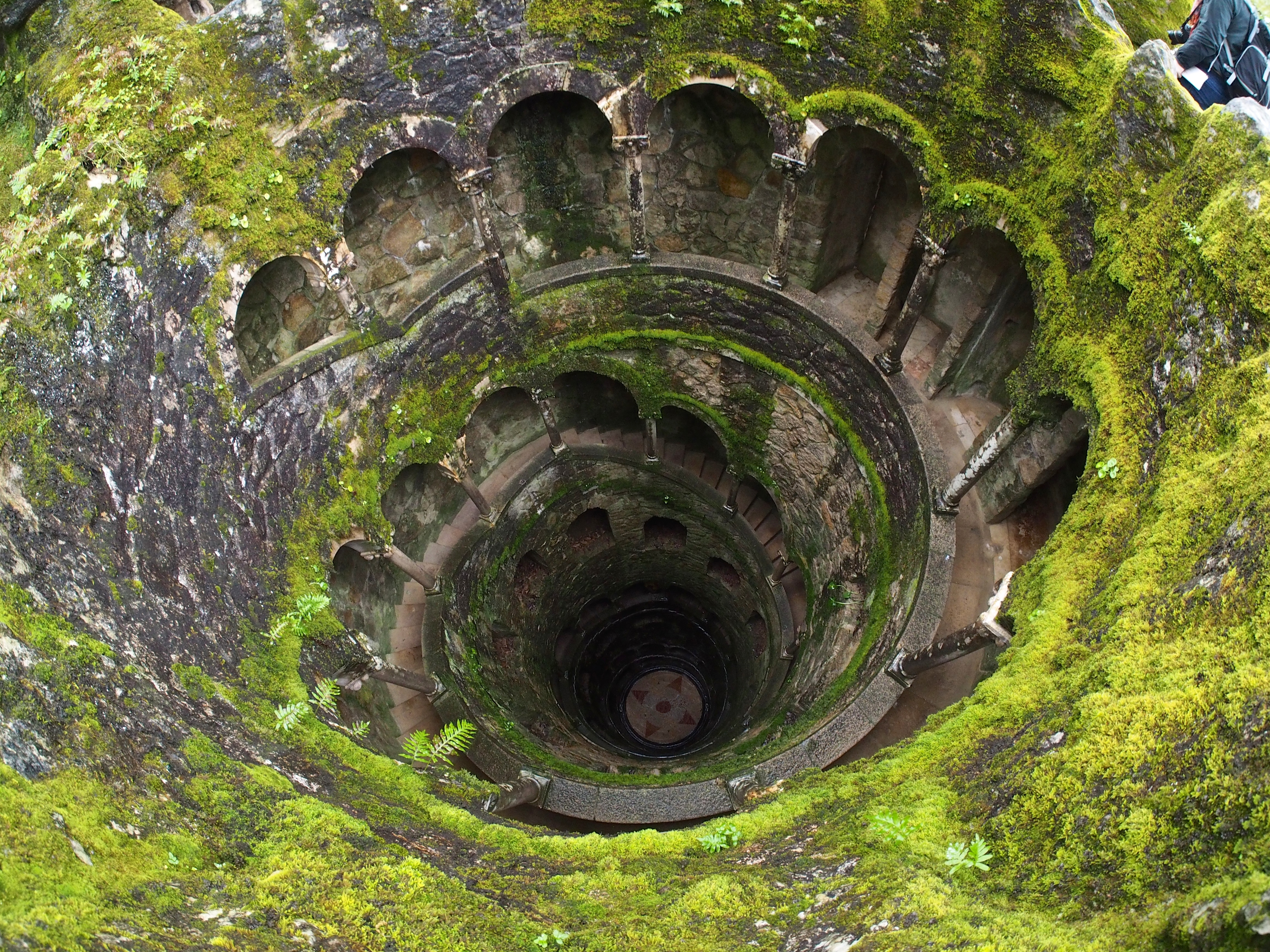